# Union pour la démocratie et le progrès social
De Union pour la démocratie et le progrès social (UDPS) (Nederlands: Unie voor de democratie en de sociale vooruitgang) is al enkele decennia een belangrijke politieke partij in de Democratische Republiek Congo. 
De sociaaldemocratische partij werd opgericht op 15 februari 1982 door Frédéric Kibassa Maliba, Étienne Tshisekedi, Vincent Mbwakiem en Marcel Lihau. De meest gekende actieve leden van de partij zijn vader en zoon Étienne en Félix Tshisekedi, maar uit de partij kwamen ook andere actieve politici, waaronder de Congolese premiers Faustin Birindwa en Bruno Tshibala. Ook Justine Kasavubu was in het begin van haar politieke carrière lid van de UDPS.
De partij maakt met de status van waarnemer deel uit van de Socialistische Internationale.
Bij de generale algemene verkiezingen van 30 december 2018 werd Félix Tshisekedi gekozen tot president van de republiek en behaalde de partij 32 van de 485 zetels in de Assemblée National.